# 100 nejhorších invazních druhů světa
100 nejhorších invazních druhů světa je seznam invazních druhů sestavený v roce 2000 podle databáze invazních druhů Global Invasive Species Database. Databázi vytváří specialisté na invazní druhy (Invasive Species Specialist Group – ISSG) Mezinárodní unie pro ochranu přírody.
ISSG uznává, že je „velmi obtížné identifikovat 100 invazních druhů z celého světa, které jsou skutečně ‚horší‘ než kterékoli jiné... Nepřítomnost v seznamu neznamená, že druh představuje menší hrozbu.“ V roce 2013 ISSG seznam aktualizoval: nahradil vymýcený virus moru skotu a změnil několik jmen rodů a druhů.

## Kritéria
Při výběru položek do seznamu byla použita dvě kritéria:
- Závažný dopad invazního druhu na biologickou rozmanitost a/nebo lidské aktivity a
- ilustrace důležitých problémů biologické invaze tohoto druhu.[1]

Podle ISSG byl „z každého rodu vybrán pouze jeden druh“. Přejmenováním Clidemia hirta na Miconia crenata jsou nicméně nyní v seznamu dva druhy z rodu Miconia.

## Seznam druhů
| Rod & druh                                                          | Typ               | Obecný název                        | Poznámka |
| ------------------------------------------------------------------- | ----------------- | ----------------------------------- | --- |
| Acacia mearnsii                                                     | Keř               | Akácie Mearnsova                    | Invazní po celém světě. Původní v Austrálii. |
| Acridotheres tristis                                                | Pták              | Majna obecná                        | Invazní v Austrálii, na Havaji a Fidži. Potenciálně invazní v některých částech Evropy. Původem z jižní Asie. |
| Aedes albopictus                                                    | Hmyz              | Komár tygrovaný                     | Invazní celosvětově. Původem z jihovýchodní Asie. |
| Anopheles quadrimaculatus                                           | Hmyz              |                                     | Invazní ve východních Spojených státech. |
| Anoplolepis gracilipes                                              | Hmyz              |                                     | Invazní v Austrálii, na Havaji a ostrovech v Indickém oceánu. |
| Anoplophora glabripennis                                            | Hmyz              |                                     | Invazní v Severní Americe a potenciálně invazní v částech Evropy. Původní ve východní Asii. |
| Aphanomyces astaci                                                  | Pseudofungus      | Račí mor                            | Invazní v Evropě. Původní v Severní Americe. |
| Ardisia elliptica                                                   | Strom             |                                     | Invazní v tropické Austrálii, na jižní Floridě, v Karibiku a na mnoha ostrovech v Tichém a Indickém oceánu. Původní v jižní a jihovýchodní Asii.                                                                            |
| Arundo donax                                                        | Travina           | Trsť rákosovitá                     | Invazní v Kalifornii a na Novém Zélandu. |
| Asterias amurensis                                                  | Ostnokožec        | Hvězdice amurská                    | Invazní na jižním pobřeží Austrálie. Původní na severním pobřeží Tichého oceánu. |
| Babuvirus Banana bunchy top virus                                   | Virus             | BBTD, BBTV                          | Invazní celosvětově. |
| Batrachochytrium dendrobatidis                                      | Houba             |                                     | Invazní v Austrálii, na Novém Zélandu a v Panamě. |
| Bemisia tabaci                                                      | Hmyz              |                                     | Invazní po celém světě. Původní v Indii. |
| Boiga irregularis                                                   | Plaz              | Bojga hnědá                         | Invazní na Guamu. Původní ve Wallacei, Nové Guineji, Melanésii a severní a východní Austrálii. |
| Capra hircus                                                        | Savec             | Koza domácí                         | Invazní celosvětově. |
| Carcinus maenas                                                     | Korýš             |                                     | Invazní v Severní Americe, Austrálii, některých částech Jižní Ameriky a Jižní Afriky. Původem z Evropy a severní Afriky. |
| Caulerpa taxifolia                                                  | Mořská řasa       | Lazucha tisolistá                   | Invazní ve Středozemním moři. Původní v Indickém oceánu. |
| Cecropia peltata                                                    | Strom             |                                     | Invazní v Malajsii, Africe a na tichomořských ostrovech. Původní v tropické Střední a Jižní Americe. |
| Cercopagis pengoi                                                   | Korýš             |                                     | Invazní ve východní Evropě a Baltském moři. Původní v Černém a Kaspickém moři. |
| Cervus elaphus                                                      | Savec             | Jelen evropský                      | Invazní v Jižní Americe, na Novém Zélandu, v Austrálii. Původní v Evropě, západní Asii a severní Africe. |
| Chromolaena odorata                                                 | Bylina            |                                     | Invazní v tropické Asii, Africe a Tichomoří. Původní v Neotropické oblasti. |
| Cinara cupressi                                                     | Hmyz              |                                     | Invazní po celém světě. Původní na Blízkém východě. |
| Cinchona pubescens                                                  | Strom             |                                     | Invazní na Havaji, Galapágách a Tahiti. Původní ve Střední a Jižní Americe. |
| Clarias batrachus                                                   | Ryba              | Keříčkovec žabí                     | Invazní v Severní Americe. Původní v jihovýchodní Asii. |
| Coptotermes formosanus                                              | Hmyz              |                                     | Invazní v jižní Africe, na Havaji a v USA. Původní v jižním Japonsku, na Tchaj-wanu a jižní Číně. |
| Cryphonectria parasitica                                            | Houba             | Korová nekróza kaštanovníku         | Invazní v Severní Americe. Původní ve východní a jihovýchodní Asii. |
| Cyprinus carpio                                                     | Ryba              | Kapr obecný                         | Invazní po celém světě. Původní ve východní Asii. |
| Dreissena polymorpha                                                | Korýš             | Slávička mnohotvárná                | Invazní v Severní Americe a západní Evropě. Původní ve východní Evropě. |
| Eleutherodactylus coqui                                             | Obojživelník      | Bezblanka koki                      | Invazní na Havaji, Panenských ostrovech, v Dominikánské republice a na Floridě. Původní v Portoriku. |
| Eriocheir sinensis                                                  | Korýš             | Krab říční                          | Invazní v Evropě a Severní Americe. Původní ve východní Asii. |
| Euglandina rosea                                                    | Měkkýš            |                                     | Invazní na ostrovech v Indickém a Tichém oceánu. Původní v jihovýchodní části USA. |
| Euphorbia esula                                                     | Bylina            | Pryšec obecný                       | Invazní po celém světě. Původní v Evropě a mírném pásmu Asie. |
| Felis catus                                                         | Savec             | Kočka domácí                        | Invazní celosvětově. |
| Gambusia affinis                                                    | Ryba              | Gambusie komáří                     | Invazní po celém světě. Původní ve sladkých vodách východních a jižních Spojených států. |
| Hedychium gardnerianum                                              | Bylina            |                                     | Invazní na Havaji a Novém Zélandu. Původní v Himálaji. |
| Hiptage benghalensis                                                | Keř               |                                     | Invazní v australských deštných lesích, na Mauriciu a Réunionu. Původní v jižní a jihovýchodní Asii. |
| Imperata cylindrica                                                 | Travina           | Imperata válcovitá                  | Invazní po celém světě. Původní v tropické a subtropické Asii, Mikronésii, Melanésii, Austrálii, Africe a jižní Evropě. |
| Lantana camara                                                      | Keř               | Libora měnivá                       | Invazní celosvětově. |
| Lates niloticus                                                     | Ryba              | Robalo nilský                       | Invazní po celém světě. Přispěl k úbytku vrubozubcovitých rodu Haplochromis ve Viktoriině jezeře. Původní v Africe. |
| Leucaena leucocephala                                               | Strom             | Leucéna bělohlavá                   | Původní ve Střední Americe, invazní v ostatních tropických oblastech. |
| Ligustrum robustum                                                  | Keř               |                                     | Invazní na Maskarénských ostrovech (Mauricius a Réunion). Původní v jižní a jihovýchodní Asii. |
| Linepithema humile                                                  | Hmyz              | Mravenec argentinský                | Invazní po celém světě. Původní v Jižní Americe. |
| Lissachatina fulica (syn. Achatina fulica)                          | Korýš             | Oblovka žravá                       | Invazní v jižní, jihovýchodní a východní Asii, Tichomoří, na ostrovech v Indickém oceánu, v Západní Indii a USA. Původní ve východní Africe.                                                                                |
| Lithobates catesbeianus                                             | Obojživelník      | Skokan volský                       | Invazní ve Střední a Jižní Americe, Karibiku, západní Evropě a východní Asii. Původní ve východní části Severní Ameriky. |
| Lymantria dispar                                                    | Hmyz              | Bekyně velkohlavá                   | Invazní po celém světě. Původní ve východní Asii. |
| Lythrum salicaria                                                   | Bylina            | Kyprej vrbice                       | Invazní celosvětově. Původem z Evropy. |
| Macaca fascicularis                                                 | Savec             | Makak jávský                        | Invazní na Mauriciu, Palau (ostrov Angaur), v Hongkongu a v některých částech Indonésie (ostrov Tinjil a Papua). Původní v jihovýchodní Asii.                                                                               |
| Melaleuca quinquenervia                                             | Strom             |                                     | Invazní na Floridě. Původní v Nové Kaledonii, Papui-Nové Guineji a pobřežních oblastech východní Austrálie. |
| Miconia calvescens                                                  | Strom             |                                     | Invazní na tichomořských ostrovech včetně Havaje a Tahiti. Původní v deštných lesích tropické Ameriky. |
| Miconia crenata (syn. Clidemia hirta)                               | Keř               |                                     | Invazní na Havaji, na ostrovech v Indickém oceánu (Seychely), na Malajském poloostrově a v některých částech Mikronésie (Palau).                                                                                            |
| Micropterus salmoides                                               | Ryba              | Okounek pstruhový                   | Invazní po celém světě. Původní ve východních Spojených státech. |
| Mikania micrantha                                                   | Rostlina          |                                     | Invazní v Tichomoří. Původní v Neotropické oblasti. |
| Mimosa pigra                                                        | Keř               |                                     | Invazní v jihovýchodní Asii a Austrálii. Původní v Jižní Americe. |
| Mnemiopsis leidyi                                                   | Žebernatka        |                                     | Invazní ve vodách jihovýchodní Evropy, včetně Černého, Azovského, Marmarského, Egejského a Kaspického moře. Původní v mírných subtropických ústích řek podél atlantického pobřeží Severní a Jižní Ameriky.                  |
| Mus musculus                                                        | Savec             | Myš domácí                          | Invazní po celém světě. Původní v jižní Asii. |
| Mustela erminea                                                     | Savec             | Lasice hranostaj                    | Invazní na Novém Zélandu. Původní v mírném pásmu severní polokoule. |
| Myocastor coypus                                                    | Savec             | Nutrie říční                        | Invazní v Severní Americe, Evropě a Asii. Původní v Jižní Americe. |
| Myrica faya (syn. Morella faya)                                     | Keř               |                                     | Invazní na Havaji, Novém Zélandu a v Austrálii. Původem z Azor, Madeiry a Kanárských ostrovů. |
| Mytilus galloprovincialis                                           | Korýš             |                                     | Invazní po celém světě. Původní na pobřeží Středozemního a Černého moře. |
| Oncorhynchus mykiss                                                 | Ryba              | Pstruh duhový                       | Invazní po celém světě. Původní ve studených přítocích Tichého oceánu v Asii a Severní Americe. |
| Ophiostoma ulmi sensu lato                                          | Houba             | Grafióza jilmu                      | Způsobila ničivé pandemie v Evropě a Severní Americe. Původní v Asii. |
| Opuntia stricta                                                     | Keř               |                                     | Invazní v jižní Africe a Austrálii. Původní v Neotropické oblasti. |
| Oreochromis mossambicus                                             | Ryba              |                                     | Invazní po celém světě. Původní v jihovýchodní Africe. |
| Oryctolagus cuniculus                                               | Savec             | Králík divoký                       | Invazní v Austrálii a na Novém Zélandu. Původní v jihozápadní Evropě. |
| Pheidole megacephala                                                | Hmyz              |                                     | Invazní v Austrálii, na Novém Zélandu a na Floridě. Původní v jižní Africe. |
| Phytophthora cinnamomi                                              | Pseudofungus      |                                     | Invazní v Africe, Austrálii, Itálii a Severní Americe. |
| Pinus pinaster                                                      | Strom             | Borovice přímořská                  | Invazní v Jižní Africe a na Novém Zélandu. Původní ve Středomoří. |
| Plasmodium relictum                                                 | Prvok             |                                     | Vysoce invazní na Havaji; má podíl na vymírání několika druhů ptáků. |
| Platydemus manokwari                                                | Ploštěnec         |                                     | Invazní na tichomořských ostrovech. Původní na Nové Guineji. |
| Pomacea canaliculata                                                | Korýš             |                                     | Invazní v jihovýchodní Asii a na Havaji. Původní v Jižní Americe. |
| Pontederia crassipes (syn. Eichhornia crassipes)                    | Vodní rostlina    | Tokozelka nadmutá                   | Invazní po celém světě. Původem z Jižní Ameriky. |
| Potamocorbula amurensis                                             | Korýš             |                                     | Invazní v Sanfranciském zálivu. Původní na pobřeží Číny, Japonska, Koreje a Sibiře. |
| Prosopis glandulosa                                                 | Strom             |                                     | Invazní v Africe a Austrálii. Původní v Aridoamerice. |
| Psidium cattleyanum                                                 | Keř               |                                     | Vysoce invazní na Mauriciu a Havaji. Původní v Brazílii. |
| Pueraria montana var. lobata                                        | Popínavá rostlina | Puerarie Thunbergova                | Invazní zejm. v jihovýchodní části USA. Pochází z jihovýchodní a východní Asie. |
| Pycnonotus cafer                                                    | Pták              | Bulbul šupinkový                    | Invazní na mnoha tichomořských ostrovech. Původní v jižní a jihovýchodní Asii. |
| Rattus rattus                                                       | Savec             | Krysa obecná                        | Invazní celosvětově; podílí se na vymírání mnoha savců, plazů a ptáků. Původní ve střední Asii. |
| Reynoutria japonica (syns. Fallopia japonica, Polygonum cuspidatum) | Keř               | Křídlatka japonská                  | Invazní v Evropě, na Novém Zélandu a v Severní Americe. Původem z Japonska. |
| Rhinella marina                                                     | Obojživelník      | Ropucha obrovská                    | Invazní v Austrálii, Melanésii, Tichomoří, na Filipínách, Tchaj-wanu a v Západní Indii. Původní v Jižní a Střední Americe.                                                                                                  |
| Rubus ellipticus                                                    | Keř               |                                     | Invazní na Havaji. Původní v jižní Asii. |
| Salmo trutta                                                        | Ryba              | Pstruh obecný, pstruh obecný mořský | Invazní celosvětově. Původem z Evropy, střední Asie a pohoří Atlas v Africe. |
| Salvinia molesta                                                    | Vodní rostlina    | Nepukalka obtížná                   | Invazní celosvětově. |
| Schinus terebinthifolia                                             | Strom             |                                     | Invazní v Severní Americe, Austrálii, Západní Indii a na tichomořských ostrovech. Původní v Jižní Americe. |
| Sciurus carolinensis                                                | Savec             | Veverka popelavá                    | Zavlečena na Britské ostrovy, do Itálie a jižní Afriky. Původem z východní části Severní Ameriky. |
| Solenopsis invicta                                                  | Hmyz              |                                     | Invazní v Austrálii, na Novém Zélandu, v jihovýchodní Asii, Karibiku a v USA. Původní v tropické Jižní Americe. |
| Spathodea campanulata                                               | Strom             | Spatodea zvonkovitá                 | Invazní na tichomořských ostrovech. Původní v západní Africe. |
| Sphagneticola trilobata                                             | Bylina            | Wedelie trojlaločná                 | Invazní po celém světě. Původní ve Střední Americe. |
| Sporobolus anglicus (syn. Spartina anglica)                         | Travina           |                                     | Invazní na Novém Zélandu. |
| Sturnus vulgaris                                                    | Pták              | Špaček obecný                       | Invazní v Severní Americe, Austrálii, na Novém Zélandu. Původem z Eurasie. |
| Sus scrofa                                                          | Savec             | Prase divoké                        | Invazní po celém světě. Původní v severní Africe, Asii a Evropě. |
| Tamarix ramosissima                                                 | Keř               |                                     | Invazní na západě USA a v severním Mexiku. Původem z Eurasie. |
| Trachemys scripta elegans                                           | Plaz              | Želva nádherná                      | Invazní celosvětově. Původem z jihovýchodní části Severní Ameriky. |
| Trichosurus vulpecula                                               | Savec             | Kusu liščí                          | Invazní na Novém Zélandu. Původem z Austrálie. |
| Trogoderma granarium                                                | Hmyz              | Rušník obilní                       | Invazní celosvětově. Původem z jižní Asie. |
| Ulex europaeus                                                      | Keř               | Hlodáš evropský                     | Invazní na Novém Zélandu a Havaji. Původní v západní Evropě a části Asie. |
| Undaria pinnatifida                                                 | Mořská řasa       | Wakame                              | Invazní na Novém Zélandu, v USA, západní Evropě, Argentině, Austrálii a Mexiku. Původní v Japonsku. |
| Urva auropunctata (syn. Herpestes auropunctatus)                    | Savec             | Promyka zlatá                       | Invazní na severovýchodním pobřeží Jižní Ameriky, v Chorvatsku, na ostrově Amami Ōshima, Fidži, na Havaji a v Západní Indii; má podíl na vymírání několika druhů savců, ptáků a plazů. Původem z jižní a jihovýchodní Asie. |
| Vespula vulgaris                                                    | Hmyz              | Vosa obecná                         | Invazní na Novém Zélandu, v Austrálii, Chile a Argentině. Původní na severní polokouli mírného pásma. |
| Vulpes vulpes                                                       | Savec             | Liška obecná                        | Invazní v Austrálii. Původní na severní polokouli. |
| Wasmannia auropunctata                                              | Hmyz              |                                     | Invazní v Tichomoří, Západní Indii a některých částech střední Afriky. Původem ze Střední a Jižní Ameriky. |